# رضا قاسمی (ورزشکار)
رضا قاسمی (زادهٔ ۲۴ ژوئیهٔ ۱۳۶۶، اصفهان) ورزشکار ایرانی عضو تیم ملی دو و میدانی ایران در مادهٔ ۱۰۰ متر سرعت است.
وی رکورددار دو ۱۰۰ متر ایران با زمان ۱۰٫۱۴ ثانیه در ۲۴ ژوئیهٔ سال ۲۰۱۵ در جام کازانف قزاقستان در شهر آلماتی بود. اکنون رکورد این ماده با زمان ۱۰٫۰۴ ثانیه در سال ۲۰۱۶ در اختیار حسن تفتیان است.

## حضور در المپیک
وی پس از کسب سهمیه در مسابقات جایزه بزرگ آسیا (مسابقات ستارگان آسیا در قزاقستان) به بازیهای المپیک تابستانی ۲۰۱۲ در شهر لندن انگلستان راه یافت. او در این مسابقات در دور مقدماتی در گروه آسافا پاول چهارم شد و از صعود به مراحل بعد بازماند.
وی در ۲۴ ژوئیهٔ سال ۲۰۱۵ در جام کازانف قزاقستان در شهر آلماتی رکورد ۱۰٫۱۴ ثانیه را از خود برجای گذاشت و ضمن راهیابی به المپیک ۲۰۱۶ ریو، رکورد دو ۱۰۰ متر ایران را بهبود بخشید.
اما ولی در المپیک ریو با ثبت زمان ۱۰٫۴۲ ثانیه در جایگاه هفتم گروه خود (نفر۵۴ المپیک) از راهیابی به مرحله بعد بازماند.

## رقابت‌های دوومیدانی استانبول
رضا قاسمی در دوی ۶۰ متر توانست به عنوان قهرمانی برسد. او با زمان ۶ ثانیه و ۷۴ صدم ثانیه در جایگاه نخست قرار گرفت.